# Metzstraße (München)
Die Metzstraße ist eine Innerortsstraße im Stadtbezirk Au-Haidhausen (Nr. 5) von München.

## Verlauf
Die Straße beginnt an der Balanstraße und führt geradlinig nach Nordosten. Sie kreuzt nach wenigen Metern die Hauptausfallstraße Rosenheimer Straße, die zur Autobahn nach Salzburg führt, und führt weiter über den kreisförmig angelegten Weißenburger Platz, an dem sie die Weißenburger Straße kreuzt, und über die Einmündung der Kellerstraße zur Kreuzung mit der Sedanstraße. Von dort setzt sie sich über die Kreuzung mit der Wörthstraße, die sich nach Südosten zum Bordeauxplatz erweitert, bis zur Preysingstraße fort, an der sie beim Portal zur Katholischen Stiftungshochschule in die Leonhardstraße übergeht.

## Geschichte
Die Straße wurde mit dem Franzosenviertel (Ostbahnhofviertel, geschütztes Ensemble E-1-62-000-48) in Haidhausen ab 1872 angelegt. In der Metzstraße 15 bestand in den 1970er Jahren die Kommune Metzstraße, der u. a. Rolf Heißler, Brigitte Mohnhaupt und Ulrich Enzensberger zeitweise angehörten.

## Verkehr
Am Rosenheimer Platz besteht Anschluss an die S-Bahn (Station der S-Bahn-Stammstrecke). Die Straßenbahn kreuzt im Zug der Wörthstraße.

## Namensgeber
Die Straße ist nach der Festungsstadt Metz in Lothringen benannt, die im Deutsch-Französischen Krieg 1870/71 am 27. Oktober 1870 von deutschen Truppen erobert und im Frieden von Frankfurt an das Deutsche Reich abgetreten wurde, bei dem sie bis 1918/19 verblieb.

## Charakteristik

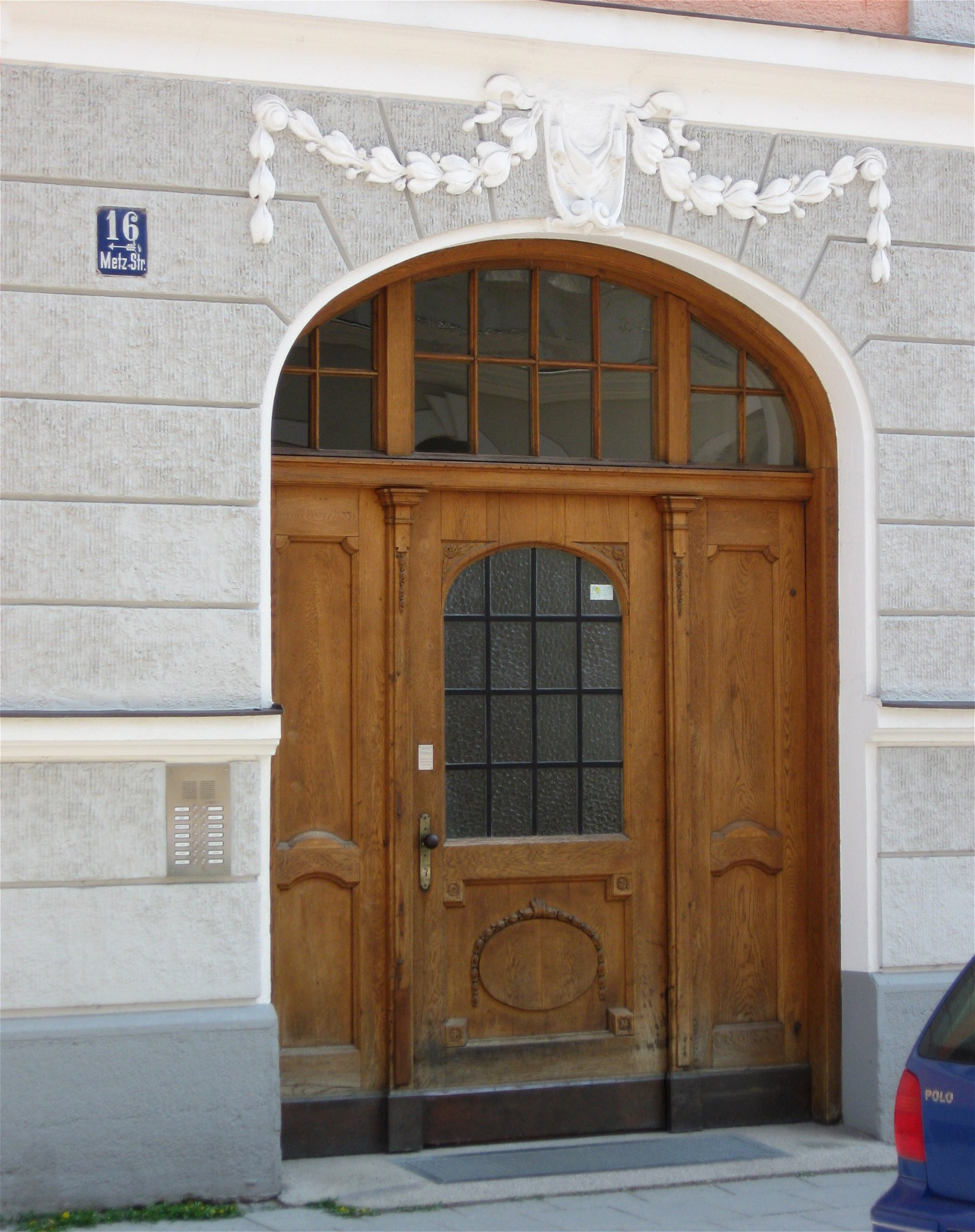
Hauseingang Metzstraße 16

Die Straße ist eine Vorstadtstraße des Franzosenviertels mit gründerzeitlicher, meist viergeschossiger Bebauung. In Hausnr. 29 hat die Sozialzeitschrift BISS (Bürger in sozialen Schwierigkeiten) ihr Büro.

## Denkmalgeschützte Häuser
- Nr. 2: Mietshaus, viergeschossiger Neurenaissancebau mit Mansarddach, 1890 (Denkmalliste D-1-62-000-4533)
- Nr. 11: Mietshaus, viergeschossiger Neurokokobau mit Mansardwalmdach und reichem Stuckdekor, 1898; vgl. Nr. 19 (Denkmalliste D-1-62-000-4534)
- Nr. 13: Mietshaus, viergeschossiger Neurenaissancebau mit Mansardwalmdach, um 1880 (Denkmalliste D-1-62-000-4535)
- Nr. 14, 14a, 18: Mietshaus, viergeschossiger barockisierender Walmdachbau mit Polygonalerker und Zwerchhäusern, um 1900; Rückgebäude, viergeschossiges Mietshaus, barockisierender Walmdachbau mit Erdgeschossrustizierung und Treppenturm, um 1900; Rückgebäude, viergeschossiges Mietshaus mit Durchfahrt und rustiziertem Erdgeschoss, um 1900 (Denkmalliste D-1-62-000-4536)
- Nr. 16: Mietshaus, viergeschossiger barockisierender Satteldachbau mit Zwerchhäusern, teilweise mit Stuckdekor, um 1900 (Denkmalliste D-1-62-000-4537)
- Nr. 18: Mietshaus, viergeschossiger historisierender Walmdachbau mit polygonalem Erkerturm an der Ecke, um 1900 (Denkmalliste D-1-62-000-4538)
- Nr. 19: Mietshaus, viergeschossiger Neurokokobau mit reichem Stuckdekor, von Michael Mayer, 1897; vgl. Nr. 11 (Denkmalliste D-1-62-000-4539)
- Nr. 25: Mietshaus, viergeschossiger Neurenaissancebau mit Mansardwalmdach, von J. Kuen, 1889/90; Rückgebäude, eingeschossiges Wohnhaus mit Mansarddach, um 1900 (Denkmalliste D-1-62-000-4540)
- Nr. 26: Mietshaus, viergeschossiger Neurenaissancebau mit Mansardwalmdach, reich gegliederte Fassade mit Stuckdekor, 1890 (Denkmalliste D-1-62-000-4541)
- Nr. 29a; Wörthstraße 13, 15, 17: Mietshaus, fünfgeschossiger Neubarock-/renaissancebau mit Mansarddach, Stuckdekor (Masken) und Flacherker, 1897/98 (Denkmalliste D-1-62-7648/49, zweimal aufgeführt)
- Nr. 30: Mietshaus, viergeschossiger Neurenaissancebau mit Mansardwalmdach und reicher Fassadengliederung, von Ernst Dressler, 1888/89 (Denkmalliste D-1-62-000-4542)
- Nr. 31: Mietshaus, viergeschossiger Neubarockbau mit Walmdach und Stuckdekor im Zwerchgiebel (Madonna), um 1890 (Denkmalliste D-1-62-000-4543)
- Nr. 33: Mietshaus, viergeschossiger barockisierender Walmdachbau mit Mittelerker, von Korbinian Schmid, 1897 (Denkmalliste D-1-62-000-4544)
- Nr. 34: Mietshaus, viergeschossiger barockisierender Satteldachbau mit polygonalem Eckerker, von Heinrich Flaschenträger, 1896 (Denkmalliste D-1-62-000-4545)
- Nr. 35: Mietshaus, viergeschossig, in Formen der deutschen Renaissance, mit Mittelerker und -giebel sowie Maßwerkdekor, um 1900 (Denkmalliste D-1-62-000-4546)
- Nr. 36: Mietshaus, viergeschossiger Neubarockbau mit Mansardwalmdach, Putzgliederung und Marienbild, von Heinrich Flaschenträger, 1900 (Denkmalliste D-1-62-000-4547)
- Nr. 37: Mietshaus, fünfgeschossiger Jugendstilbau in Ecklage mit Zwerchgiebel und über Eck gestelltem Zwerchhaus, reich gegliederte und stuckierte Fassade mit zwei Erkern und Eisenbalkons, Anfang 20. Jahrhundert (Denkmalliste D-1-62-000-4548)
- Nr. 42: Mietshaus, viergeschossiger barockisierender Eckbau mit Schweifgiebel und Fachwerk am Eckerker, um 1900; mit Einfriedung, Marienmedaillon am Mauerzug, um 1900 (Denkmalliste D-1-62-000-4549)

Siehe auch die Liste der Baudenkmäler in Haidhausen

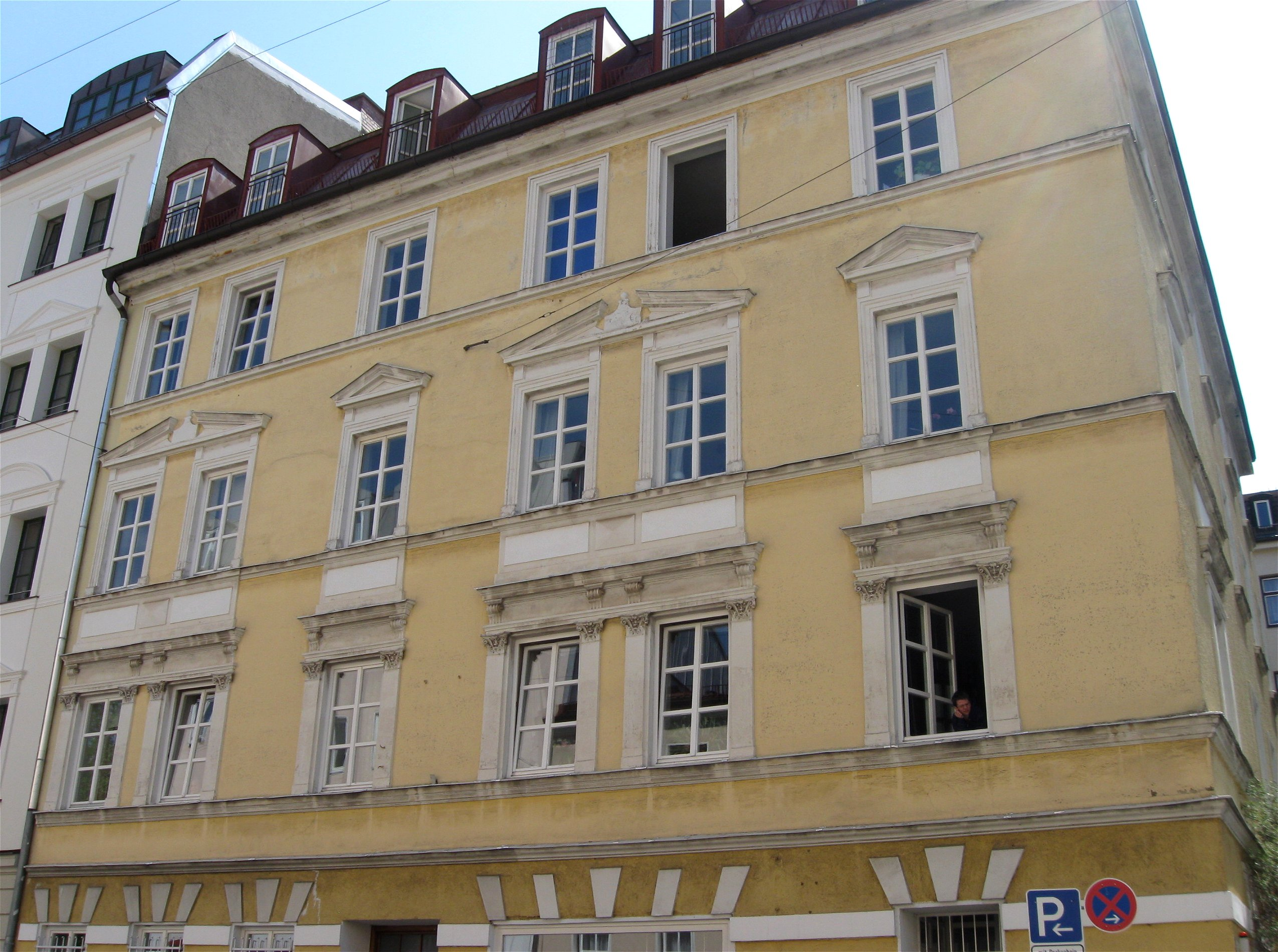
Metzstraße 2
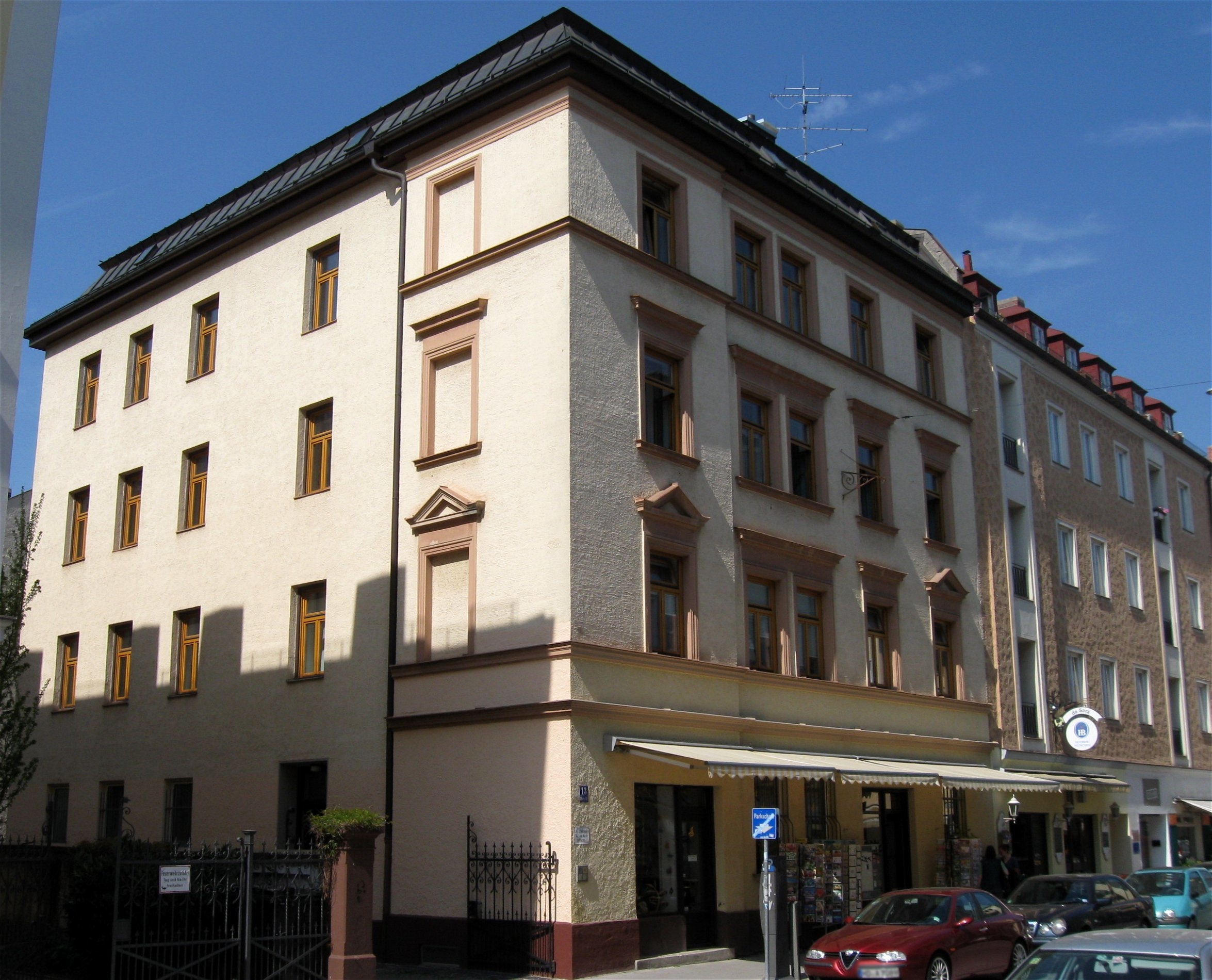
Metzstraße 13
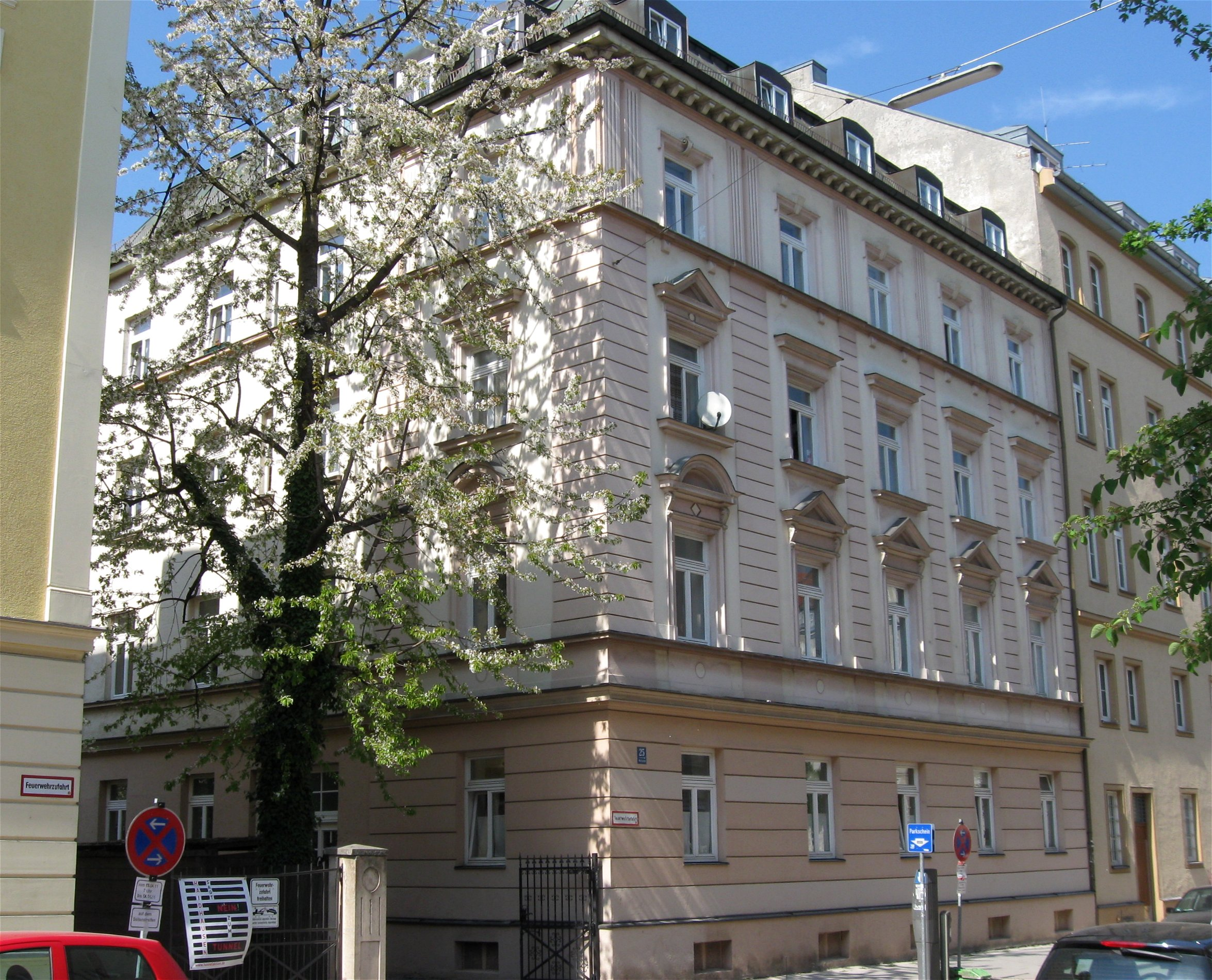
Metzstraße 25
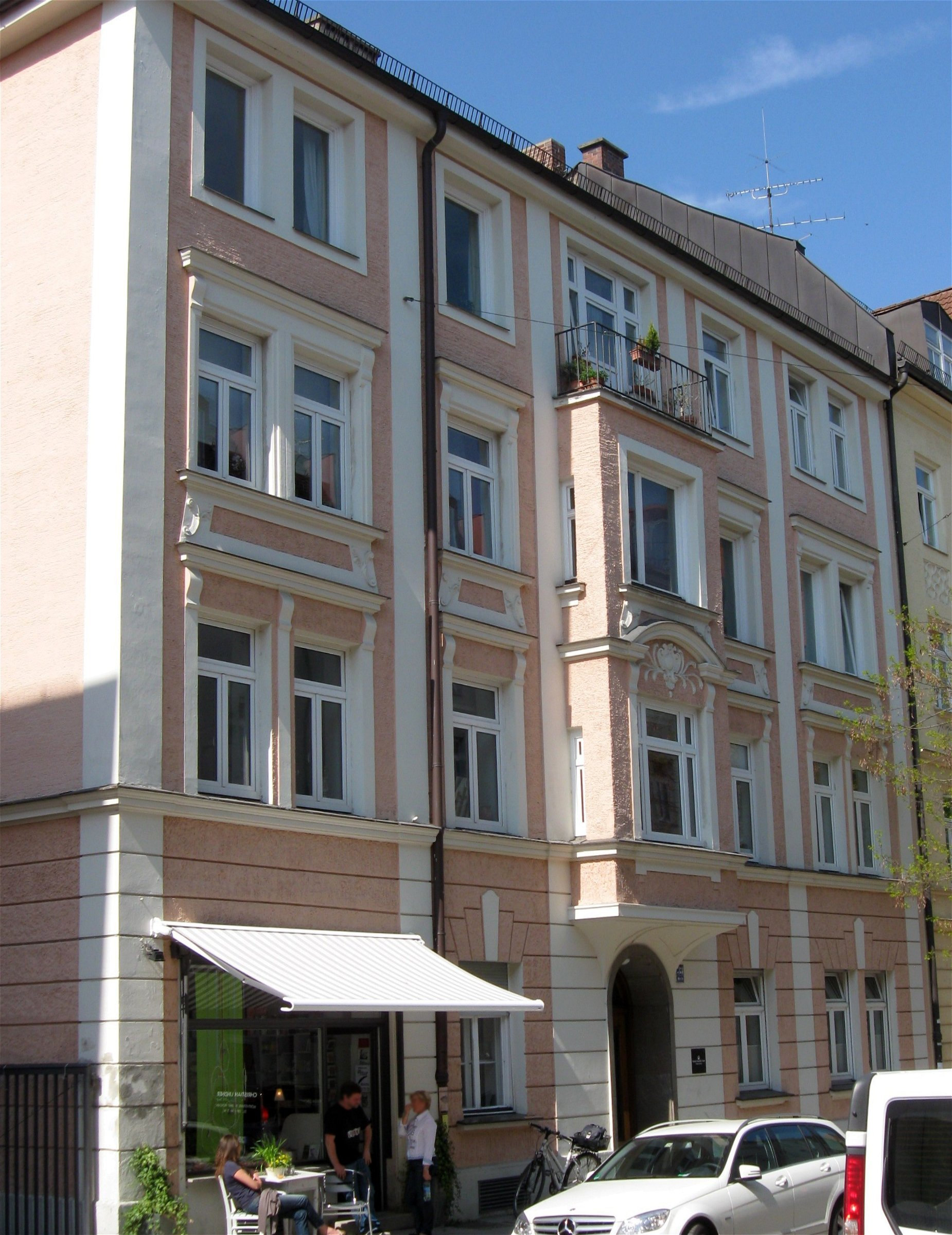
Metzstraße 33
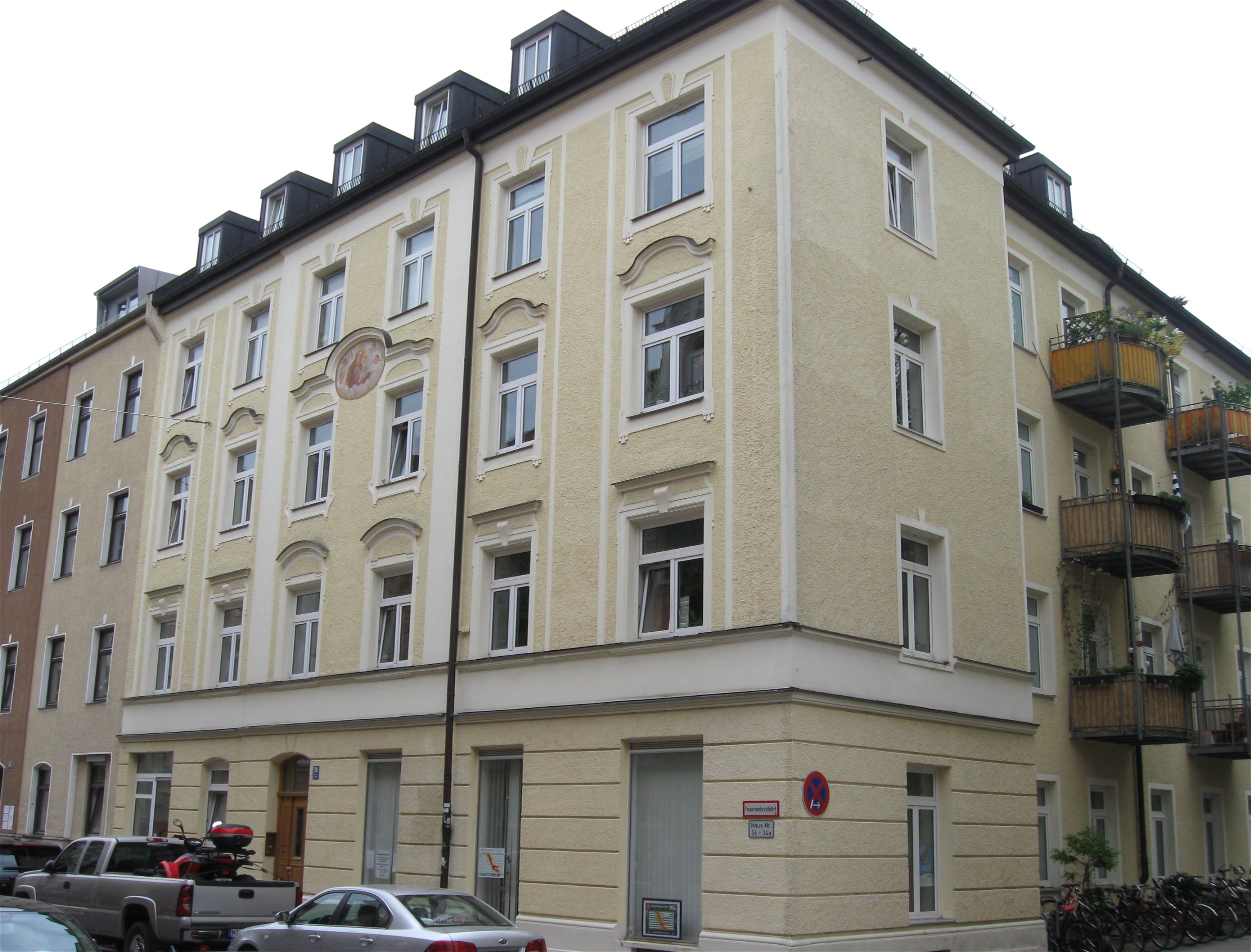
Metzstraße 36